# Aepypodius
Aepypodius – rodzaj ptaków z rodziny nogali (Megapodiidae).

## Zasięg występowania
Rodzaj obejmuje gatunki występujące na Nowej Gwinei i sąsiednich wyspach.

## Morfologia
Długość ciała 38–46 cm; masa ciała samców 1450–1600 g, samic 1200–1530 g.

## Systematyka

### Etymologia
Aepypodius (Aepypus): gr. αιπυς aipus „wyniosły, wysoki”; ποδιον podion „mała stopa, stópka”, od zdrobnienia πους pous, ποδος podos „stopa”.

### Podział systematyczny
Do rodzaju należą następujące gatunki:
- Aepypodius arfakianus (Salvadori, 1877) – nogal koralikowy
- Aepypodius bruijnii (Oustalet, 1880) – nogal trójsoplowy